# Groupe d'amitié
 (novembre 2015).
Un groupe d’amitié, ou groupe interparlementaire d’amitié est un groupe parlementaire ayant pour but de tisser des relations diplomatiques avec les parlementaires d’un État donné. Les sénateurs ou députés sont libres de rejoindre les groupes d’amitié qu’ils souhaitent. Si les parlementaires désirent ouvrir un groupe avec un État non reconnu ou ne disposant pas d'un Parlement, ils peuvent alors créer un groupe d’information internationale(Sénat) comme le groupe d’information internationale sur le Tibet du Sénat, ou un groupe d'études à vocation internationale (Assemblée nationale), comme le groupe d'études à vocation internationale sur les relations avec le Saint-Siège de l'Assemblée.

## Présentation

### France
Les députés et sénateurs forment des groupes d'amitié regroupant parfois des dizaines de parlementaires par groupe. Chaque parlementaire peut appartenir à plusieurs groupes d'amitié différents. En juin 2024, avant sa dissolution, l'Assemblée nationale compte 154 groupes et le Sénat 81. Chaque groupe d'amitié a un président, des vice-présidents et des secrétaires. Pour que le groupe obtienne l'agrément de son assemblée, le pays concerné doit avoir un parlement, appartenir à l'ONU et entretenir des relations diplomatiques avec la France,. L'efficacité de ces groupes d'amitié est contestée : pour l'universitaire Emiliano Grossman, ces structures s'apparentent à des « agences de voyage » et n'ont pas de réelles influences. Le voyage en février 2015 de plusieurs parlementaires français en Syrie, dans le cadre du groupe d'amitié France-Syrie, a été remis en cause, ainsi que le voyage de membres du groupe d'amitié France-Monaco, assuré gratuitement par le député Olivier Dassault en 2018,.

## Liste non-exhaustive de groupes d'amitié
- Groupe d'amitié France-Île Maurice
- Groupe d'amitié France-Israël
- Groupe d'amitié France-Pérou
- Groupe d'amitié France-République tunisienne
- Groupe d'amitié France-Suède
- Groupe d'amitié France-Arménie
- Groupe d'amitié France-Russie